# Ripisylve et lit majeur de l'Ardèche
Le site ripisylve et lit majeur de l'Ardèche  est un site naturel protégé, classé ZNIEFF de type I, situé sur les communes de Aubenas, Saint-Didier-sous-Aubenas, Saint-Etienne-de-Fontbellon, Saint-Privat, Ucel, Vogüé dans le département de l'Ardèche.

## Statut
Le site, classé ZNIEFF sous le numéro régional n°07160001 est intégré au site Vallée moyenne de l'Ardèche et ses Affluents, classé Natura 2000,  sous le numéro régional n°FR8201657.

## Description
Cette zone correspond à un tronçon d'une dizaine de kilomètres de la vallée de l'Ardèche. Les milieux alluviaux y restent remarquables, en particulier à l'aval. Le lit mineur, relativement mobile, comporte des faciès très variés (diversité d'écoulement, de substrat...). Les milieux humides périphériques (mares, bras secondaires, petits affluents...) sont également très nombreux.

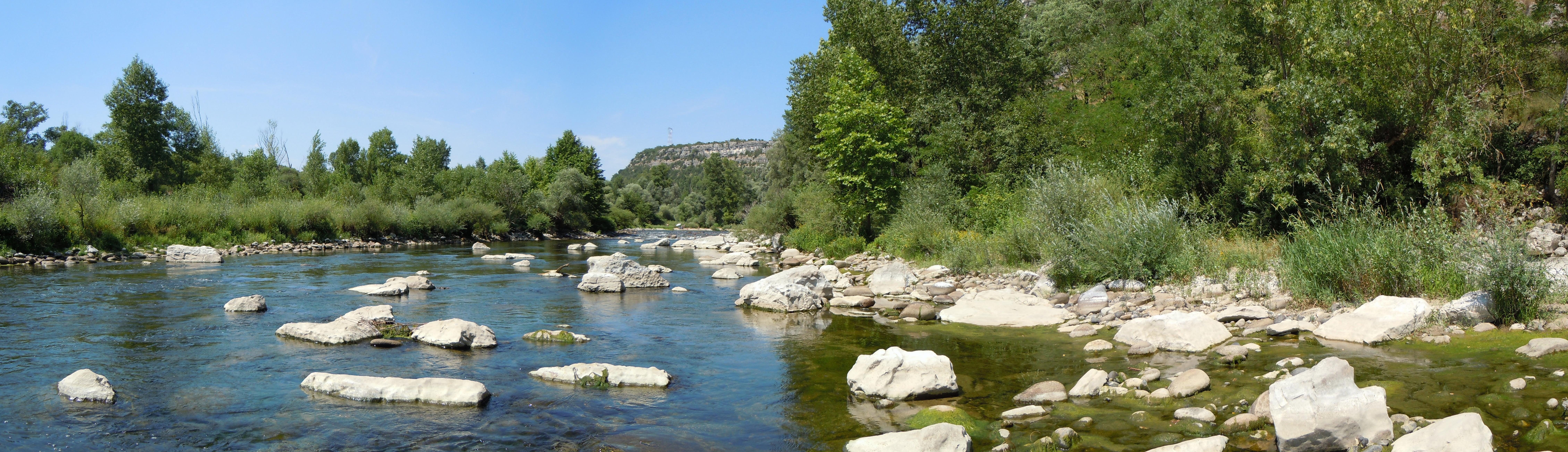
Ripisylve et lit majeur de l'Ardèche : bords de l'Ardèche au nord de Vogüé.

## Espèces protégées rencontrées
- Castor d'Europe
- Loutre d'Europe